# 宏泰集團
宏泰集團是臺灣一家以建築、營造為核心的企業集團，1975年由三重幫之一的林堉璘所創辦，以宏泰建設為核心公司。其業務範圍涉及房地產開發、工程建設、物業管理、商貿事業等多個領域。

## 關係企業

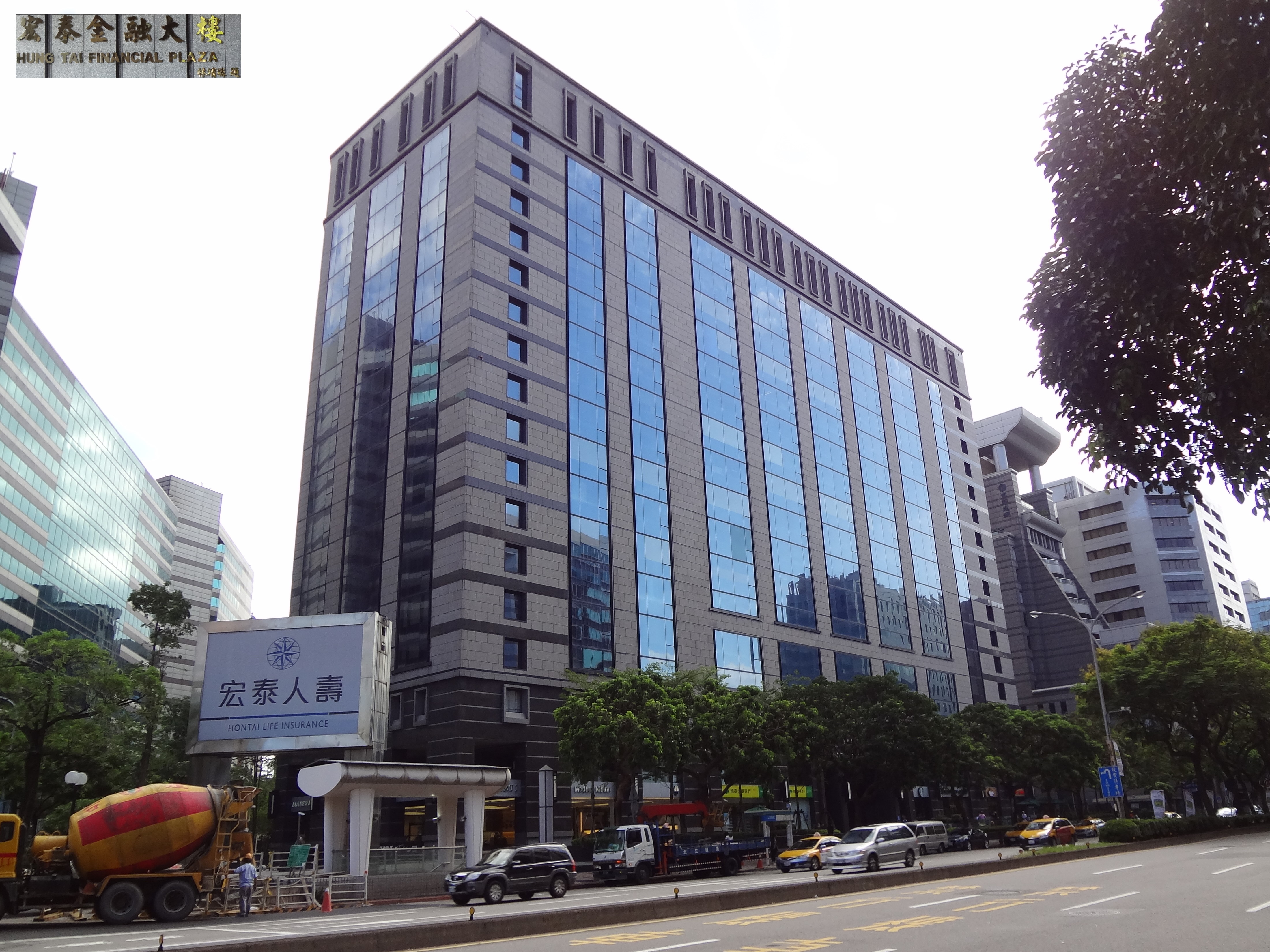
宏泰金融大樓，位於臺北市松山區民生東路三段156、158號

- 宏泰建設
- 宏盛建設（臺證所：2534）
- 助群營造
- 宏泰物業通路
- 安泰商業銀行（臺證所：2849）
- 安泰金融證券
- 群益證券（臺證所：6005）
- 群益投信
- 宏泰人壽
- 公益信託控股公司
- 威秀影城

## 外部連結
- 宏盛建設（页面存档备份，存于）
- 安泰商業銀行（页面存档备份，存于）
- 宏泰人壽（页面存档备份，存于）
- 群益證券（页面存档备份，存于）